# Observatório da Universidade de Istambul
Vista do observatório.
O Observatório da Universidade de Istambul (em turco: İstanbul Üniversitesi Gözlemevi) é um observatório astronômico terrestre operado pelo Departamento de Astronomia e Ciências Espaciais da Faculdade de Ciências da Universidade de Istambul. Fundado em 1936, o observatório está situado ao lado da histórica Torre de Beyazıt, no campus principal da universidade, na Praça Beyazıt, no bairro de Fatih em Istambul, Turquia.

## História
Logo após a fundação da Faculdade de Ciências da Universidade de Istambul em 1933, O astrônomo alemão Erwin Finlay-Freundlich foi convidado a dirigir o Departamento de Astronomia. Ele sugeriu a criação de um observatório. O edifício do observatório com cúpula foi desenhado pelo arquiteto Arif Hikmet Holtay. A sua destruição ocorreu em dezembro de 1935, e a construção, realizada por Ekrem Hakkı Ayverdi, foi concluída dentro de seis meses. Ficou pronto para uso no verão de 1936.
Como o principal instrumento do observatório, um astrógrafo foi ordenado a Carl Zeiss Jena na Alemanha em 11 de dezembro de 1935. O instrumento, composto por refractores compostos e que é usado em observações solares, chegou em Istambul desmontado em doze peças em 25 de setembro de 1936 e foi instalado na cúpula do observatório. A instalação iniciou suas observações no outono de 1936. É o primeiro observatório moderno da Turquia.
A poluição atmosférica e luminosa no centro de Istambul, onde o observatório está localizado, torna impossível realizar observações noturnas. Para realizar estudos de céu noturno, o departamento iniciou um projeto para estabelecer um observatório na Universidade Onsekiz Mart em Çanakkale, que foi realizado em 2002.
O observatório é aberto durante o ano letivo para visitas acadêmicas, com um conjunto de programas para as demais instituições de ensinos interessadas. Os programas podem ser tantos diurnos quanto noturnos, além dos programas de introdução, que apresentam informações astronômicas populares e seminários.

## Instrumentos
Atualmente, o observatório consiste nos seguintes telescópios e instrumentos:
Astrógrafo
- Diâmetro: 30 cm (12 pol)
- Relação focal: f/5
- Distância focal: 150 cm (59 pol)
- Tamanho máximo da placa fotográfica no plano focal: 24 cm × 24 cm (9,4 pol × 9,4 pol)

Telescópio de fotosfera
- Diâmetro: 13 cm (5,1 pol)
- Relação focal: f/15
- Distância focal: 200 cm (79 pol)

Usado para a observação de manchas solares e áreas de praias.
Telescópio de cromosfera
- Diâmetro: 12 cm (4,7 pol)
- Relação focal: f/19
- Distância focal: 232 cm (91 pol)

Usado para a observação da estrutura e fenômenos interessantes da cromosfera do Sol suportados com um monocromador (Filtro H-alpha de Lyot) e uma câmera (Canon F-1) colocada no plano focal.
Telescópio piloto
- Diâmetro: 7 cm (2,8 pol)
- Relação focal: f/13
- Distância focal: 90 cm (35 pol)